# III emendamento della Costituzione degli Stati Uniti d'America
Il III emendamento della Costituzione degli Stati Uniti d'America (Emendamento III) impone restrizioni all'acquartieramento di truppe in abitazioni private senza il consenso del proprietario, proibendolo in tempo di pace e sottoponendolo a riserva di legge in tempo di guerra.

## Testo
(Terzo emendamento della Costituzione degli Stati Uniti d'America)

## Storia
Il Terzo emendamento ha avuto origine dalle preoccupazioni inglesi riguardo all'acquartieramento di truppe nelle abitazioni private, riflettendo una storica avversione agli eserciti permanenti. Durante il periodo coloniale, gli statunitensi, ereditando l'avversione inglese per gli eserciti permanenti, si opposero all'alloggiamento delle truppe britanniche ordinato tramite leggi del Parlamento (lett. "Quartering Acts"). Le tensioni aumentarono, portando ad incidenti come il massacro di Boston.
Durante la Rivoluzione americana, il Congresso continentale espose preoccupazioni verso la presenza di eserciti permanenti e l'acquartieramento delle truppe in tempo di pace senza consenso dei proprietari delle abitazioni, come evidenziato nella Dichiarazione d'indipendenza degli Stati Uniti d'America. Già le costituzioni degli Stati rivoluzionari, redatte nel 1776–77, mettevano in guardia contro gli eserciti permanenti in tempo di pace e specificavano le condizioni per l'alloggio delle truppe, riflettendo preoccupazioni per i diritti individuali dei cittadini. Quando il Congresso degli Stati Uniti redasse il Terzo emendamento nel 1789, si basò sulle esperienze e i precedenti stabiliti durante il periodo rivoluzionario. L'emendamento affermò la saggezza tradizionale statunitense riguardo all'alloggio delle truppe.
Il Terzo emendamento è tutt'oggi il meno discusso tra quelli della Carta dei Diritti, senza casi direttamente decisi dalla Corte suprema degli Stati Uniti d'America, solo due tribunali federali di grado inferiore, la Corte distrettuale degli Stati Uniti per il distretto meridionale di New York e la Corte d'appello degli Stati Uniti per il Secondo circuito, hanno esaminato in modo approfondito l'emendamento in  Engblom contro Carey, 1982. Tuttavia, studiosi del diritto speculano sulle sue implicazioni moderne, suggerendo relazioni con la privacy, le risposte al terrorismo, le catastrofi naturali, l'espropriazione forzata e la militarizzazione della polizia.